# Conquesta japonesa del Sud-est Asiàtic i del Pacífic
La Conquesta japonesa del Sud-est Asiàtic i del Pacífic fou una campanya militar de la Segona Guerra Mundial al Teatre d'Operacions del Pacífic desenvolupada entre el 1941 i el 1942 i que va enfrontar les forces Aliades i l'imperi del Japó.

## Objectius
La campanya formava part de l'ofensiva iniciada a la dècada dels anys 30 del segle xx per l'imperi Japonès amb l'objectiu d'acabar amb el domini colonial sobre Àsia que exercien les potències europees, i en especial, el de l'imperi Britànic. Inspirant en la Doctrina Monroe ("America per als americans"), l'imperi Japonès pretenia expulsar els europeus i sota el lema "Àsia per als asiàtics", al·legava que el continent havia de ser governat pels asiàtics, i més en concret, pels japonesos, al ser-ne la primera potència industrial i el país més desenvolupat econòmicament.
Conscients que el domini de l'oceà pacífic era un objectiu estratègic, l'imperi del Japó tractà de destruir l'hegemonia naval dels Estats Units com a pas previ a la invasió de les grans colònies britàniques i franceses: Austràlia, l'Índia i Indoxina.

## Batalles
- 07-12-1941 Atac a Pearl Harbor[1]
- 08-12-1941 Invasió japonesa de Tailàndia[2]
- 08-12-1941 Batalla de Guam
- 08-12-1941 – 25-12-1941 Batalla de Hong Kong
- 08-12-1941 – 31-01-1942 Batalla de Malàisia
- 10-12-1941 Enfonsament del HMS Prince of Wales i del HMS Repulse
- 11-12-1941 – 24-12-1941 Batalla de l'Illa de Wake
- 16-12-1941 – 01-04-1942 Campanya de Borneo
- 22-12-1941 – 06-05-1942 Batalla de les Filipines
- 01-01-1942 – 25-10-1945 Transport dels Presoners de Guerra via Hell ships
- 11-01-1942 – 12-01-1942 Batalla de Tarakan
- 23-01-1942 Batalla de Rabaul
- 24-01-1942 Batalla naval de Balikpapan
- 25-01-1942 Tailàndia declara la guerra als Aliats
- 30-01-1942– 03-02-1942 Batalla d'Ambon
- 30-01-1942 – 15-02-1942 Batalla de Singapur
- 04-02-1942 Batalla de l'estret de Makassar
- 14-02-1942 – 15-02-1942 Batalla de Palembang
- 19-02-1942 Bombardeig de Darwin, Austràlia[3]
- 19-02-1942 – 20-2-1942 Batalla de l'Estret de Badung
- 19-02-1942 – 10-02-1943 Batalla de Timor
- 27-02-1942 – 01-03-1942 Batalla del Mar de Java
- 01-03-1942 Batalla de l'Estret de Sunda
- 01-03-1942 – 09-03-1942 Batalla de Java
- 31-03-1942 Batalla de l'Illa Christmas
- 31-03-1942 – 10-04-1942 Atac de l'Oceà Índic
- 09-04-1942 Inici de la Marxa de la Mort de Bataan
- 18-04-1942 Atac de Doolittle
- 03-05-1942 Invasió japonesa de Tulagi
- 04-05-1942 – 08-05-1942 Batalla del Mar del Corall
- 31-05-1942 – 08-06-1942 Atacs sobre la zona portuària de Sydney, Austràlia
- 04-06-1942 – 06-06-1942 Batalla de Midway